# The Secret Diaries of Miss Anne Lister
The Secret Diaries of Miss Anne Lister è un film per la televisione del 2010 diretto da James Kent e scritto da Jane English. La pellicola narra della vita di Anne Lister.

## Trama
XIX secolo: Anne Lister è una giovane donna non sposata che vive in un paesino e abita in una villa chiamata "Shibden" insieme alla zia e allo zio, entrambi non sposati. Nonostante le richieste incessanti degli zii, Anne non intende sposarsi: lei è lesbica. Dalla vita non vuole nient'altro che stare con la dolce Mariana Belcombe, con la quale ha anche iniziato una relazione che va avanti da parecchio tempo. Il loro rapporto è un segreto, ma quando Mariana accetta di sposare il ricco Charles Lawton, Anne le offre la possibilità di stare apertamente con lei. La ragazza rifiuta, sposando così Charles e rompendo il cuore di Anne. Quest'ultima cade in depressione, ma riesce a riprendersi dedicando tutto il suo tempo agli studi di greco, latino, algebra e francese. Tuttavia la donna non può vivere una vita senza la presenza di qualcuna che l'ami. Incontra così una giovane donna, la signora Browne, diventando la sua nuova amica.
Anne cerca di far diventare la signora Browne la sua nuova amante. Tib, la sua amica di vecchia data, cerca di aiutarla, ma gli sforzi non danno i risultati sperati. Intanto arriva una lettera da parte di Mariana, che invita Anne a incontrarsi in un hotel nei pressi di Manchester. Le due si incontrano, ma all'incontro partecipa anche Charles, che ha notato gli spostamenti ambigui della moglie. Rimaste da sole Anne e Mariana decidono di riprovarsi e di "sposarsi" (in realtà non è un vero matrimonio, perlopiù una promessa). Ritornata a casa, Anne ignora completamente le attenzioni della signorina Browne. Un industriale di grande fama, Christopher Rawson, propone, per via di benefici economici, alla donna di sposarlo. Anne rifiuta, ricevendo da parte dell'uomo tantissime offese e la rivelazione che in paese viene soprannominata "Gentlemen Jack". Successivamente, Anne racconta gli zii che non vuole un marito.
Partecipando a una festa, Anne e Mariana diventano il bersaglio di Rawson, che rivela l'omosessualità di Anne a Charles, facendo nascere in lui tantissimi dubbi sulla moglie. Mariana torna così ad essere fedele al marito, riconsegnando ad Anne tutte le lettere che si erano scritte in quei mesi. Intanto lo zio di Anne muore, lasciando a quest'ultima l'intera villa. La donna si mette al lavoro per migliorare l'intero paesino, ma i suoi pensieri finiscono sempre su Mariana. Le due si incontrano e Mariana le rivela che preferirebbe morire piuttosto di far conoscere agli altri la verità sulla loro relazione. Nonostante la fine della relazione con l'amante, Anne non può fermarsi col lavoro. Anzi, fa la conoscenza della timida Ann Walker, una donna che ha ereditato una fortuna immensa. La zia di Ann rivela alla stessa la diffusione di voci scandalose riguardanti le due donne e le chiede di ritornare con lei, mettendo fine a questo scandalo. Ann rifiuta l'offerta e ammette di non voler un marito. Successivamente Ann e Anne si baciano, pronte a cominciare una relazione.
Dopo aver sconfitto Rawson sul piano economico, Anne riceve la visita di Mariana. La donna le rivela che è pronta a lasciare Charles e di rimanere con lei fino alla fine delle loro vite. Anne ammette di essersi innamorata di un'altra donna, facendo ritornare l'ex amante dritta dal marito. Mariana vivrà col marito fino all'età di 89 anni, quando morirà per una qualche malattia. Tib non si sposerà mai e rimarrà fino alla morte con la sua famiglia. Anne morirà all'età di 49 anni a causa di una forte febbre. Il suo diario venne trovato solo 150 anni dopo.